# Eurêka (Disney)
Pour les articles homonymes, voir Eurêka (homonymie).
Eurêka (Écoutille au Québec) est un personnage de fiction qui est apparu pour la première fois dans le long métrage d'animation La Petite Sirène (1989). Le personnage apparaît dans les suites du film : La Petite Sirène 2 : Retour à l'océan (2000) ainsi qu'une série télévisée, La Petite Sirène.

## Description
Eurêka est un goéland argenté ou goéland de Scoresby, ami d'Ariel. Il apparaît dans le film comme un expert sur les objets humain qu’Ariel récupère mais ses moyens d'identification sont composés de non-sens. Il affirme par exemple que le nom d'une fourchette est "zirgoflex" ("dinglehopper" en VO) et que son utilisation s’apparente à celle d’un peigne et une pipe, une "bijette" ("snarfblatt" en VO) tout en affirmant qu'il fonctionne comme une trompette. Eureka est le seul ami d'Ariel capable de voler et en tant que tel est très utile pour obtenir de l'aide.

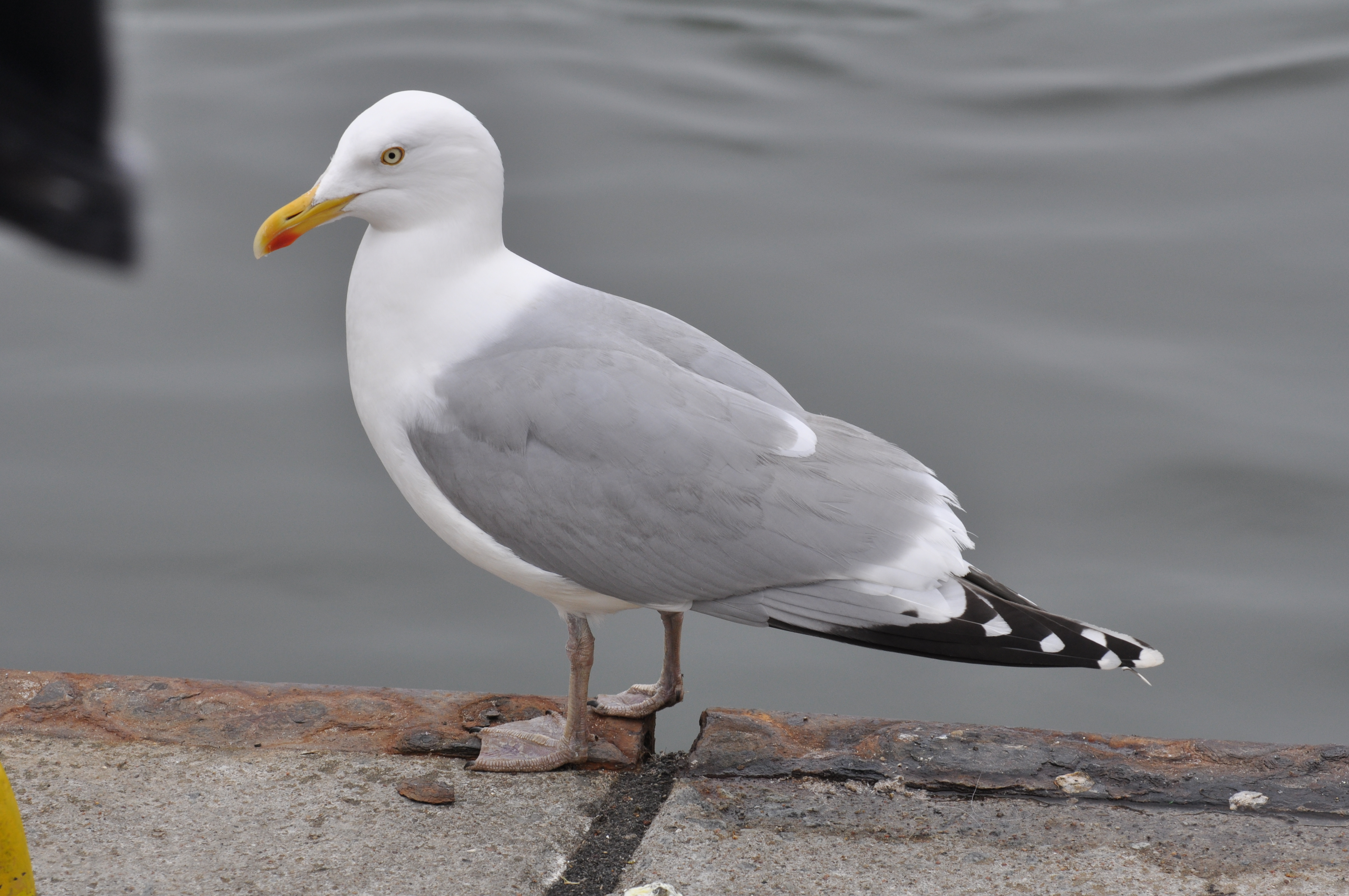
goéland argenté
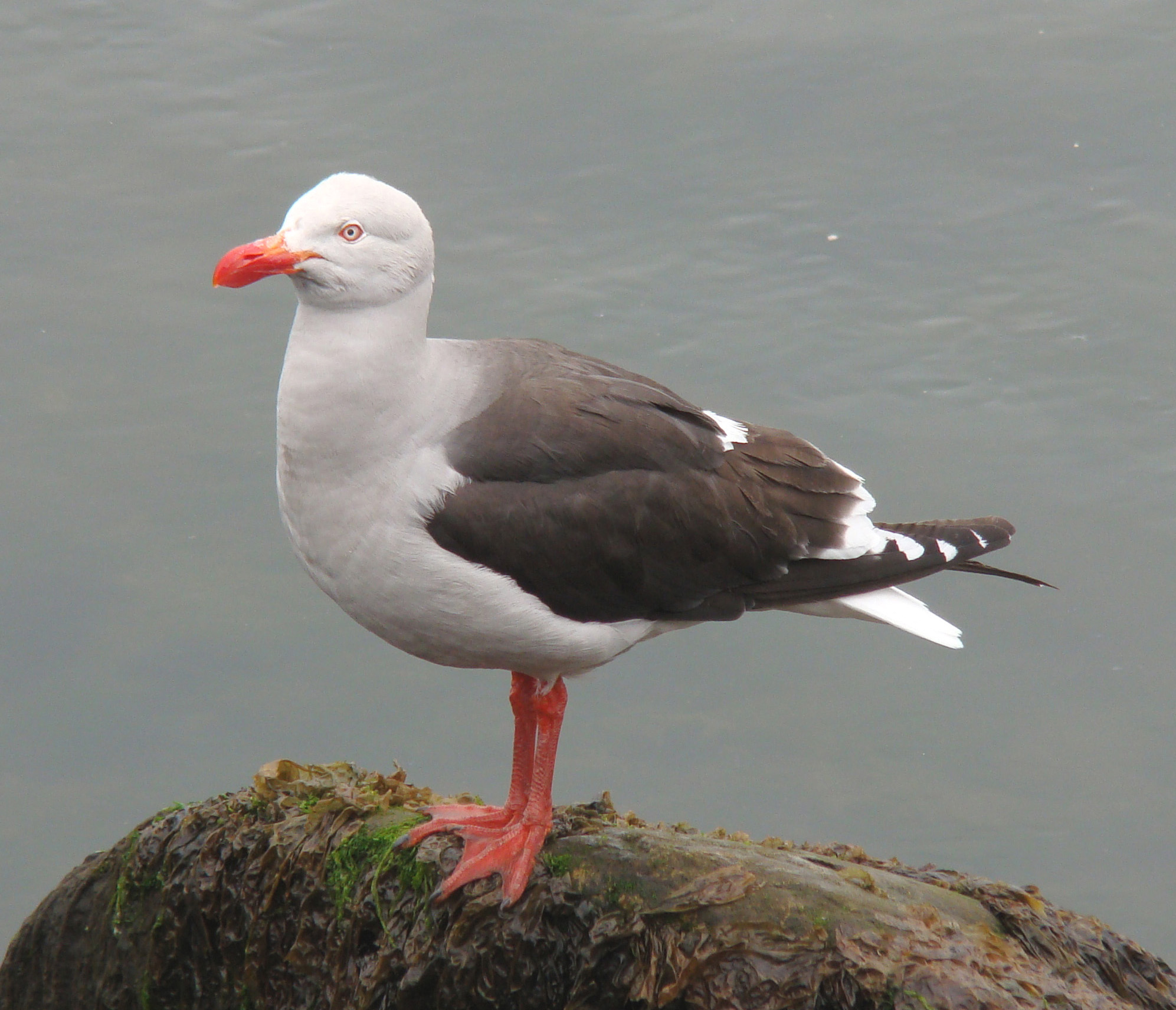
goéland de Scoresby

Malgré ses informations erronées sur les objets humains, Eureka fournit un appui et est de bons conseils quand il apprend qu’Ariel doit gagner le cœur d’Eric en trois jours. C’est notamment lui qui découvre, le troisième jour, que Vanessa, la femme que le Prince Eric a décidé d’épouser, est en réalité Ursula. Il en informe immédiatement Ariel et contribue à saboter le mariage afin de permettre à Ariel d'arriver face à Eric.

### Série télévisée
Eurêka apparaît également dans deux épisodes de la dernière saison de la série télévisée préambule. Les épisodes où il apparaît s’intitulent "Scuttle", où Ariel, Polochon et Sébastien le rencontre pour la première fois, et "L'île de la peur". Dans ces épisodes, les explications faites par Eureka sur la race humaine sont, en majeure partie, encore erronées.

### La Petite Sirène 2: Retour à l'océan
Eurêka joue un petit rôle dans La Petite Sirène 2 : Retour à l'océan, où il contribue à trouver la fille d'Ariel, Melody, qui a pris la fuite. Ce film implique aussi qu'Eureka est capable de communiquer avec le Prince Eric car il est le premier à arriver sur les lieux au repère de Morgana.

### Le Secret de la Petite Sirène
Dans Le Secret de la Petite Sirène, quand Marina est sur un rocher à la surface (animé de la même manière qu’Ariel quand elle chante une reprise de "Partir là-bas" dans le premier film), elle se hisse sur le rocher et une vague l’éclabousse. Eurêka apparaît brièvement dans cette scène (sans parler, mais plutôt accompagné par des effets sonores réalistes de mouette) à qui Marina dit: "Ne me touchez pas", se référant à ses actions dans les deux premiers films.

## Interprètes
- Voix originales : Buddy Hackett (films), Maurice LaMarche (série télévisée), Awkwafina (remake)
- Voix françaises : Emmanuel Jacomy (1re version), Gérard Hernandez (2de version et La Petite Sirène 2 : Retour à l'océan) et Dorothée Pousséo (remake)
- Voix québécoises : Catherine Brunet (remake)

## Phrase culte
- "Mmmh, mmmh dilodidi diladilada !" (Ariel : "Eureka !") (en criant) "Ah, ah, ah ! Oh ! Bâbord toute ! Sirène en vue ! Ariel ! Comment vas-tu ma princesse ?" (retirant la longue vue) "Oh ? Oh benh tu nages vite !" (Ariel : "Regarde c'qu'on a trouvé !" / Polochon : "Oui, on a visité une épave, j'ai eu la chair de poisson !") "Des gadgets humains ? Voyons voir ça !" (en regardant la fourchette) "Oh ! ça c'est une trouvaille ! Oh, un objet très rare et très original !" (Ariel : "Ah oui ? Qu'est-ce que c'est ?") "Ca c'est un Zigoflex, les humains se servent de ces pics-pics pour ratisser leurs poils de tête ! Regarde ; un petit tortillon par-ci, une petite tirette par-là et hop, tu te retrouve avec une coiffure mode, un style mini-vague ébouriffé qui est le summum du chic chez les humains !"[1]
- (Polochon : "Et ce machin-là !") "Eh, Ah benh ça ! je n'ai pas eu l'occasion d'en voir depuis des années ! Sublimissime ! Une bijette bulbeuse à soufflet ! (Oh !) Les bijettes datent de l'époque "préhistérique" où les hommes s'asseyaient sur leur derrière et se regardaient dans le blanc de l'œil en s'ennuyant à mourir ! Alors ils ont inventé cette bijette "stéréaphonique" pour faire de la musique ! Vous permettez ? Blup !..." "... eh benh, c'est pas trop mal pour repiquer des crevettes !"[1]
- "Botus et mouche cousue ! On est là incognito ! NI VU, NI CONNU ! Sto... "[5]
- parlant du chien : "Un peu trop poilu et un peu trop baveux à mon goût !"[5]
- "J'aurais dû prendre un chandail !"
- essayant de rapprocher Ariel et Eric : "ROAH ! ROAH !"

## Caractéristiques particulières
- Dans la version suédoise du film, Eurêka est nommé Mozart. Cette dénomination est un jeu de mots, comme les mouettes en suédois sont appelées "Masar" (prononcé comme "Mozart" mais avec un "T" silencieux).
- Dans l'album The Little Mermaid : Song from the Sea, Eurêka effectue une chanson intitulée The Scuttle Strut sur la plage 3[6].
- Dans l'attraction The Little Mermaid: Ariel's Undersea Adventure au parc Disney California Adventure(ou dans Journey of The Little Mermaid au parc Magic Kingdom), Eurêka nous est présenté comme le narrateur de l'histoire d'Ariel.